# Outfit7
Outfit7は、SamoとIza Loginによって設立されたスロベニアの多国籍ビデオゲーム開発会社である。
Talking Tom and Friendsのアプリとメディアフランチャイズのクリエイターとして知られている。

## 歴史

### 設立
大学でコンピュータサイエンスを学んでいたSamoとIza Sia Loginが、Apple App Storeの登場をきっかけにモバイルアプリビジネスに参入したいと考え、Outfit7を設立した。スロベニアのリュブリャナにオフィスを構え、いくつかのアプリを開発した。最初は、サッカーアプリや、アイスランド旅行ガイドなどを開発したが、人気が伸びず、失敗に終わった。

### Talking Tom and Friendsシリーズ
Taking Tom and Friendsシリーズは、トーキング・トム・キャットアプリの発売とともに生まれた。おしゃべりする猫 「トム」 やトムの友達の世話をしながら様々なコンテンツで遊ぶエンターテインメントアプリとなっている。プレイヤーがモバイル端末のマイクに向かって話しかけると、トムやトムの友達がその言葉を返してくれるという機能を備えており、ヒット作となった。
　その後、新しいキャラクターや新しいゲーム体験を生み出しフランチャイズを拡大させ、『マイ・トーキング・アンジェラ』や『マイ・トーキング・トム フレンズ』など現在は20以上のタイトルがリリースされている。このアプリは、発売から19カ月で3億ダウンロードを達成した。その後、Talking Tom and Friends シリーズで100億以上のアプリダウンロードを記録。『アングリーバード』、『キャンディークラッシュ』、『PUBG MOBILE』といった他の著名タイトルを抑え、過去10年間（2013年～2022年)で最もダウンロードされたモバイルゲームになった。

## アプリ

### Talking Tom and Friendsシリーズ
- トーキング・トム

- トーキング・ベン

- トーキング・トム2

- トーキング・トム＆ベン ニュース

- トムのラブレター

- トム・ラヴズ・アンジェラ

- トーキング・ジンジャー

- トーキング・アンジェラ

- トーキング・ジンジャー2

- マイ・トーキング・トム

- トーキング・サンタ

- おしゃべり妖精ライラ

- トーキング・ジンジャー＆サンタ

- 私のしゃべるアンジェラ

- トーキング・トム・ジェットスキー

- トーキング・トム バブルシューター

- トーキング・トム ゴールドラン

- マイ・トーキング・ハンク

- トーキングアンジェラ カラースプラッシュ

- トーキング・トム・キャンプ

- トーキングトムプール

- トーキング・トム・ジェットスキー2

- トーキング・トム キャンディ・ラン

- トーキング・トム・ケーキ・ジャンプ

- トーキング・トム・ジャンプ・アップ

- マイ・トーキング・トム2

- トーキング・トム ファンフェア

- トーキング・トム ヒーロー・ダッシュ

- トーキング・トム スプラッシュフォース

- マイ・トーキング・トム・フレンズ

- 私のしゃべるアンジェラ2

- トーキング・トム タイムラッシュ

- マイ・トーキング・ハンク

- トーキングアンジェラ カラースプラッシュ

- トーキング・トム・キャンプ

- トーキングトムプール

- トーキング・トム・ジェットスキー2

- トーキング・トム キャンディ・ラン

- トーキング・トム・ケーキ・ジャンプ

- トーキング・トム・ジャンプ・アップ

- マイ・トーキング・トム2

- トーキング・トム ファンフェア

- トーキング・トム ヒーロー・ダッシュ

- トーキング・トム スプラッシュフォース

- マイ・トーキング・トム・フレンズ

- 私のしゃべるアンジェラ2

- トーキングトムタイムラッシュ

### その他のアプリ
- Tiki Tag
- Disco Ant
- Jigty Jelly
- Jigty Jigsaw Puzzles
- Swamp Attack
- Swamp Attack 2
- Mythic Legends